# Arzamas
Arzamas (russisk: Арзамас, tr. Arzamas) er en by i Rusland beliggende i Nisjnij Novgorod oblast. Arzamas har 103.629 (2024) indbyggere. Byen ligger 112 km syd for det administrative center i oblasten, Nisjnij Novgorod.

## Geografi
Byen ligger i et kuperet område på højre bred af floden Tёshi (en biflod til Oka), 112 km syd for det administrative center i oblasten, Nisjnij Novgorod og 412 km øst for Moskva.
Arzamas er et større jernbaneknudepunkt på jernbanelinjer Moskva-Kasan, Nisjnij Novgorod-Pensa. Hovedveje forbinder byen med Nisjnij Novgorod, Vladimir og Saransk.